# Kim Yong-se
Kim Yong-se (ur. 21 kwietnia 1960 w Paju) – południowokoreański piłkarz występujący na pozycji napastnika.

## Kariera klubowa
Kim karierę rozpoczynał w 1979 roku w drużynie Korea Electric Power. W latach 1980–1982 odbył służbę wojskową w klubie Army FC, po czym został zawodnikiem Yukong Kokkiri. W Yukongiem wywalczył wicemistrzostwo Korei Południowej w 1984.
Karierę zakończył w klubie Ilhwa Chunma w 1991.

## Kariera reprezentacyjna
W reprezentacji Korei Południowej Kim zadebiutował w 1984 roku. W 1986 roku został powołany do kadry na Mistrzostwa Świata. Zagrał na nich w meczu z Argentyną. Korea Południowa odpadła z tamtego turnieju po fazie grupowej.
W 1988 roku wziął udział w Letnich Igrzyskach Olimpijskich. Na turnieju w Seulu wystąpił w dwóch meczach z Argentyną i USA. W latach 1984–1989 w drużynie narodowej Kim rozegrał w sumie 13 spotkań i zdobył 4 bramki.